# ヒューミント
ヒューミント（英: HUMINT、human intelligence）とは、人間を媒介とした諜報のこと。合法活動や捕虜の尋問等も含み、スパイ活動のみを指すわけではない。外交官や駐在武官による活動をリーガル（Legal-合法）、身分を偽るなど違法な手段で不法に入国しての活動をイリーガル（Illegal-非合法）と呼ぶ。

## ヒューミントの手段
- 聴取（Debriefings）：友軍、民間人への質問
- 選別（Screening）：人的情報源、メディアからの情報の評価、選別
- 連絡（Liaison）：友軍、民間組織との連絡
- HUMINT接触作戦（HUMINT Contact Operations）：いわゆるスパイ活動
- 文書開拓（Document Exploitation:DOCEX）：全メディアからの情報の抽出
- 尋問（Interrogation）：捕虜等の尋問
- ハニートラップ（Honey trap） ：男女の性的関係を利用した、いわゆる「色仕掛け」。なお「Honey-trap」という言葉はイギリスの小説家、ジョン・ル・カレの造語である[1]。

## ヒューミントを行う機関
- アメリカ合衆国：中央情報局
- ロシア：ロシア対外情報庁
- イギリス:秘密情報部
- フランス：対外治安総局
- イスラエル：イスラエル諜報特務庁
- 日本：公安警察（警視庁公安部、各県警察本部警備部等）、法務省公安調査庁、内閣官房内閣情報調査室、陸上幕僚監部指揮通信システム・情報部別班（通称：別班、非公然組織）ほか
- 北朝鮮：朝鮮人民軍偵察総局
- 中国：中華人民共和国国家安全部
- ドイツ：連邦情報局第一課
- ウクライナ：ウクライナ特殊作戦軍